# Jar Launcher
Jar Launcher è un'applicazione sviluppata dalla Apple Inc. per il sistema operativo macOS che avvia Jar dentro l'ambiente di esecuzione Aqua/Java quando il file jar è aperto dall'utente.
L'applicazione può anche far partire una classe nello stesso modo; inoltre non esegue i file Java, ma li passa alla Java Virtual Machine con i parametri appropriati.
Le applicazioni Java prive di GUI devono essere fatte partire dalla riga di comando perché non si possono eseguire al di fuori da un terminale virtuale.
Jar Launcher si trova nel percorso /System/Library/CoreServices/Jar Launcher.app come parte dell'implementazione della piattaforma Java da parte di Apple, installata di default in macOS.